# Abs
Abs je priimek več znanih oseb:
- Carl Abs (1851—1895), nemški rokoborec.
- Hermann Josef Abs (1901—1994), nemški nacistični bankir.
- Johann Christian Josef Abs (1781—1823), nemški pedagog.